# ان‌مپ
ان‌مپ (به انگلیسی: Nmap) (برگرفته از حروف اول Network Mapper) یک پویشگر امنیتی است که در ابتدا به دست گُردُن لیون (با اسم مستعار فیودور واسکوویچ) نوشته شده و برای کشف میزبان‌ها و خدمتگزاران در یک شبکه رایانه‌ای و در نتیجه ایجاد یک «نگاشت» از شبکه، استفاده می‌شود. برای این منظور ان‌مپ بسته‌های دستکاری شده را به سمت هدف می‌فرستد و سپس پاسخ آن‌ها را تحلیل می‌کند.
برخلاف بسیاری از پویشگرهای ساده پورت (port scanner) که فقط با یک نرخ ارسال ثابت که از قبل تعیین شده بسته‌ها را ارسال می‌کنند، ان‌مپ شرایط شبکه (نوسانات تأخیر، ازدحام شبکه، تداخل هدف در پویش) را نیز در نظر می‌گیرد. همچنین با در دست داشتن جامعه کاربری بزرگی که بازخورد می‌دهند و در تکامل امکانات آن شرکت می‌کنند، ان‌مپ قادر به توسعه بیش از پیش قابلیت‌های اکتشافی‌اش خارج از محدوده فقط فهم باز و بسته بودن پورت یا در دسترس بودن میزبان بوده است؛ ان‌مپ قادر است سیستم عامل هدف، نام و نسخه خدمات (services)، مدت زمان تخمینی در دسترس بودن (uptime)، نوع دستگاه و حضور فایروال را تشخیص دهد.
ان‌مپ روی لینوکس، ویندوز، سولاریس، HP-UX و نسخه‌های مختلف بی اس دی (شامل مک اواس ایکس) و همچنین آمیگا اواس و SGI IRIX اجرا می‌شود. رایج‌ترین سکوی اجرای ان‌مپ، لینوکس است که ویندوز با اختلاف کمی آن را دنبال می‌کند.

## ویژگی‌ها
از ویژگی‌های ان‌مپ می‌توان موارد زیر را نام برد:
- کشف میزبان - تشخیص میزبان‌ها در شبکه (بر اساس پاسخ به پینگ (Ping) یا بازبودن پورت خاص)
- پویش پورت‌ها
- تشخیص نسخه برنامه‌ها و خدمات
- تشخیص سیستم عامل
- تعامل به شکل اسکریپتی با هدف - با استفاده از موتور اسکریپت ان‌مپ (Nmap Scripting Engine)و زبان لوا، می‌توان پرس‌وجوهای سفارشی ساخت.

علاوه بر موارد بالا، ان‌مپ اطلاعات بیشتری از اهداف شامل برگردان نام دی‌ان‌اس، اطلاعات قطعات، و آدرس مک را فراهم سازد.
موارد استفاده از ان‌مپ:
- بررسی امنیت شبکه یک دستگاه با کشف اتصالات شبکه‌اس که می‌تواند به آن وصل شود.
- کشف پورت‌باز روی هدف قبل از تست نفوذپذیری سیستم.
- لیست گیری شبکه، نگاشت، نگهداری و مدیریت منابع شبکه.
- بررسی امنیت شبکه با کشف سرویس‌های جدید پیش‌بینی نشده.

## دستورهای پایه
- یک پویش معمولی:

```
nmap -O <target-host's URL or IP>
```

- برای تشخیص سیستم‌عامل:

```
nmap -O <target-host's URL or IP>
```

- برای تشخیص نسخه برنامه‌ها:

```
nmap -sV <target-host's URL or IP>
```

- برای تنظیم زمانبندی پاسخ (T0 تا T5 برای افزایش تهاجم):

```
nmap -T0 -sV -O <target-host's URL or IP>
```

## نگارخانه

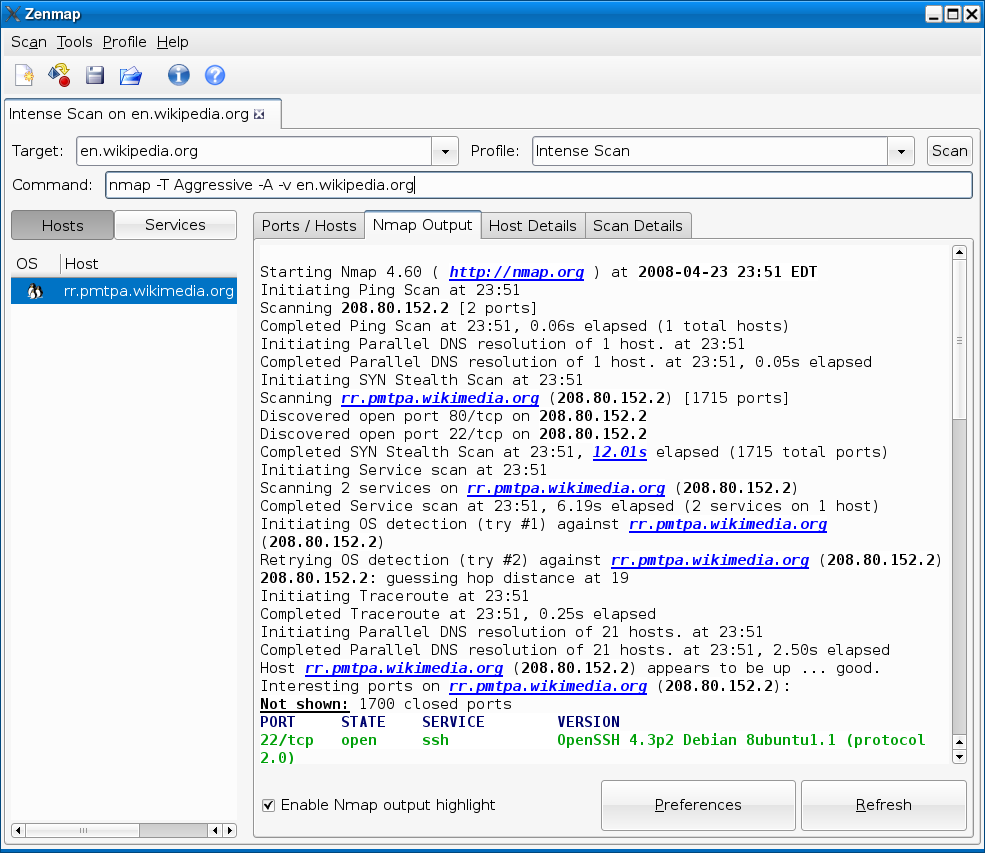
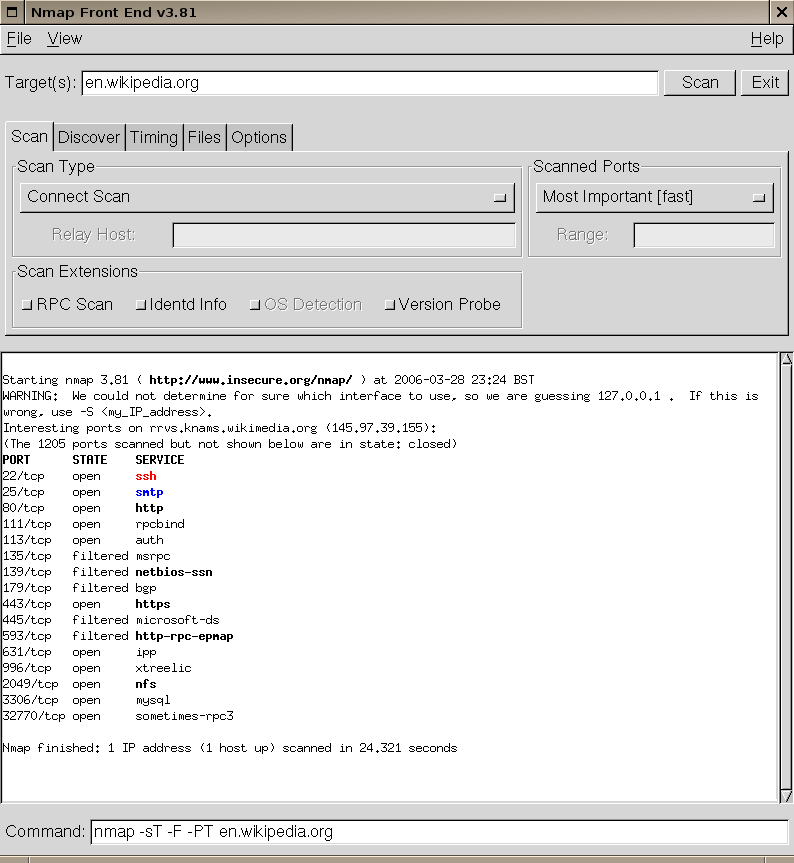
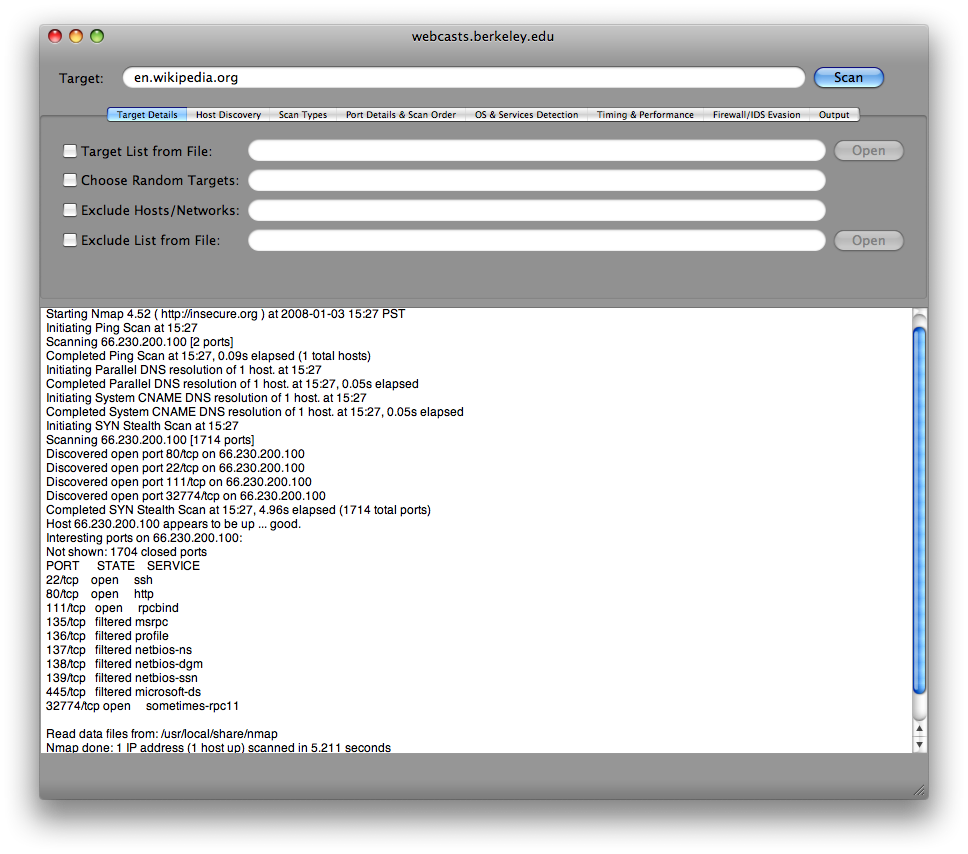